# Binnenalster
Il Binnenalster o Alster Inland Lake è uno dei due laghi artificiali della città di Amburgo, in Germania, formato dal fiume Alster (l'altro è l'Außenalster). Il principale festival annuale è l'Alstervergnügen. Ha una superficie di 0,2 km².

## Storia
Il termine "entroterra" (Binnen) si riferisce alle vecchie mura della città di Amburgo. Il Binnenalster era la parte del lago che si trovava "dentro" le mura della città (Wallanglagen). Il lago fu originariamente creato per servire da serbatoio per un mulino. Oggi le vecchie mura della città non esistono più e due ponti per auto e treni, il Lombardbrücke e il Kennedybrücke, attraversano il fiume.

## Alstervergnügen
L'Alstervergnügen (divertimento dell'Alster) è una fiera di strada che si tiene ogni anno intorno al lago. Si tiene il primo fine settimana di settembre e offre un'ampia varietà di bancarelle di cibo, bevande, distributori automatici e giochi, oltre ad alcuni gruppi rock.